# Fannia similis
Fannia similis är en tvåvingeart som först beskrevs av Stein 1895.  Fannia similis ingår i släktet Fannia och familjen takdansflugor. Arten är reproducerande i Sverige. Inga underarter finns listade i Catalogue of Life.